# Gabriela Guimarães
Gabriela Guimarães (Belo Horizonte, 1994. május 19. –) brazil röplabdázó. Támadóként játszik. A 2014-es világbajnokságon bronzérmet nyert.